# Josep Vázquez Bardina
Josep Vázquez Bardina (Reus, 22 de març de 1870 - Tarragona, 5 de febrer de 1920) va ser un escriptor i pintor català.
Fill d'un funcionari de ferrocarril, va néixer a Reus on estava destinat el seu pare. Traslladat aquest a Tarragona, s'hi va desplaçar amb tota la família i Josep Vázquez, amb 15 anys, va incorporar-se a la vida cultural tarragonina. Amic de Francesc Carbó i Olivé, era, com ell, un bon pintor, i juntament amb ell va participar en algunes exposicions a Barcelona, Madrid i Florència. Va ser membre de l'Ateneu Tarraconense de la Classe Obrera i de l'Ateneu de Tarragona. Formava part d'una colla intel·lectual, d'inspiració modernista, amb Francesc Carbó i el seu germà Faust, Francesc Coca, Joan Cavallé Goyeneche, Cosme Oliva i d'altres, que feien moltes activitats, des de l'arqueologia a la pintura, la literatura i la política, amb una clara definició catalanista. Va escriure sobretot teatre, i el 1898 va estrenar a l'Ateneu tarragoní el sainet en un acte Un tren de passatgés (publicat a Tarragona per la impremta de Llorens, Gibert i Cabré el 1900). El 1905 va publicar La festa de la ermita, representada l'any anterior en el mateix teatre i impresa per la Tipografia Tarraconense. Va estrenar el 1905 al Teatre Principal de Tarragona la comèdia en tres actes La trifulga de ca'n Cosme, publicada per la Impremta Tarragonina el 1908, i una altra comèdia en tres actes, «El bum-bum del poble», estrenada a l'Ateneu el 1908 i no publicada. Segons Joaquim Santasusagna, en la seva obra s'hi veu la traça del moviment dels personatges, que acostumaven a ser escaients, i encerta les notes còmiques i els acudits.